# Acaulopage tenuicornis
Acaulopage tenuicornis är en svampart som beskrevs av Drechsler 1961. Acaulopage tenuicornis ingår i släktet Acaulopage och familjen Zoopagaceae.   Inga underarter finns listade i Catalogue of Life.